# اسب‌لوله‌ای خاردار
اسب‌لوله‌ای خاردار (نام علمی: Solegnathus spinosissimus) نام یک گونه از سرده کفش‌آرواره‌ها است. 